# Chevrier
Chevrier é uma comuna francesa na região administrativa de Auvérnia-Ródano-Alpes, no departamento da Alta Saboia. Estende-se por uma área de 5.35 km². Em 2010 a comuna tinha 606 habitantes (densidade: 113,3 hab./km²).